# نیروگاه لا کچه
نیروگاه لا کچه (به فرانسوی: Centrale de La Coche) یک نیروگاه برقابی در فرانسه است که در Grand-Aigueblanche واقع شده‌است.